# (8422) Mohorovičić
(8422) Mohorovičić, désignation internationale (8422) Mohorovicic, est un astéroïde de la ceinture principale.

## Description
(8422) Mohorovicic est un astéroïde de la ceinture principale. Il fut découvert le 5 décembre 1996 à Farra d'Isonzo par l'Observatoire astronomique de Farra d'Isonzo. Il est nommé en honneur d'Andrija Mohorovičić.
Il présente une orbite caractérisée par un demi-grand axe de 2,96 UA, une excentricité de 0,13 et une inclinaison de 3,1° par rapport à l'écliptique.

## Compléments